# Castillo (construcción)

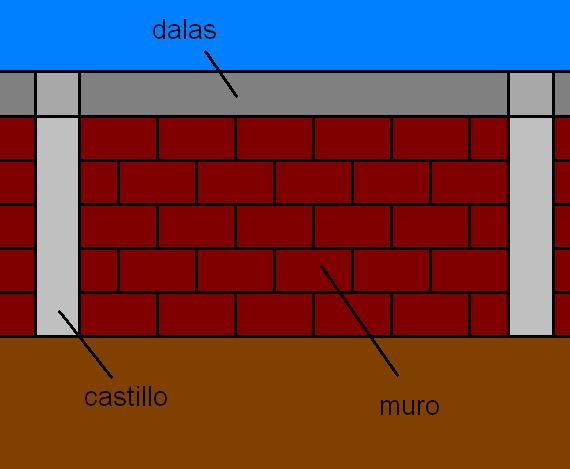
Los castillos, en una pared.

Los castillos, en una construcción, son refuerzos que confinan verticalmente a las paredes o muros de ladrillo reforzándolos ante fuerzas horizontales (sismos).
Tiene forma de barras verticales de hormigón o concreto, cuentan con una estructura interna de acero de refuerzo.